# Неолімпійські види спорту
«Неолімпійськими» називають види спорту, які не входять до програми Олімпійських ігор. Деякі з них Міжнародний олімпійський комітет визнає видами спорту та вважає кандидатами на включення до програми Олімпіад.
З 1981-го щочотири роки відбуваються Всесвітні ігри (World Games) з неолімпійських видів спорту.

## Список

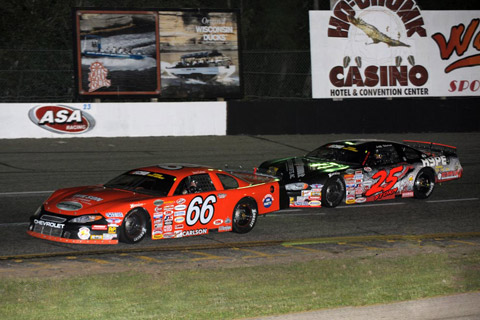
Автоспорт

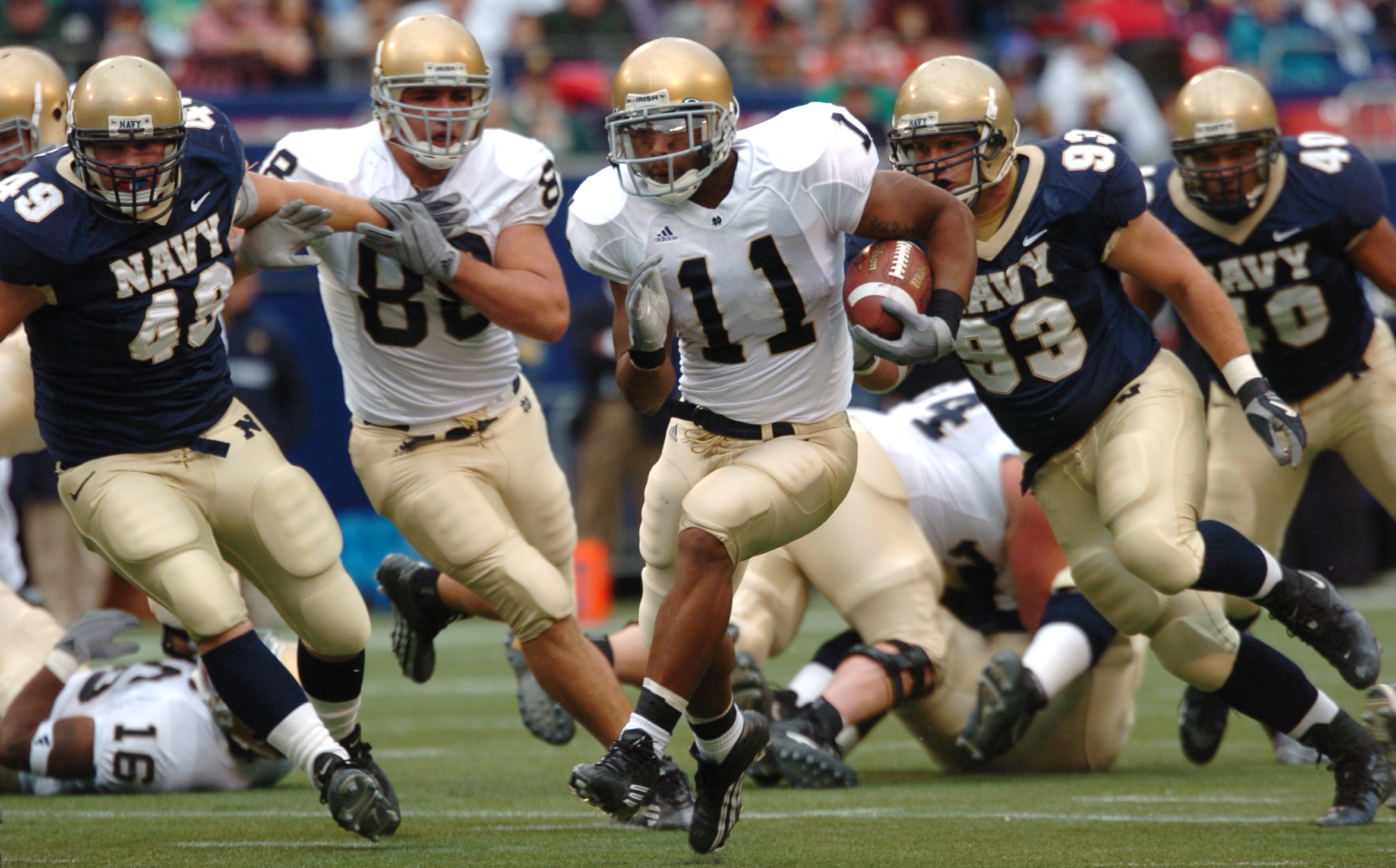
Американський футбол

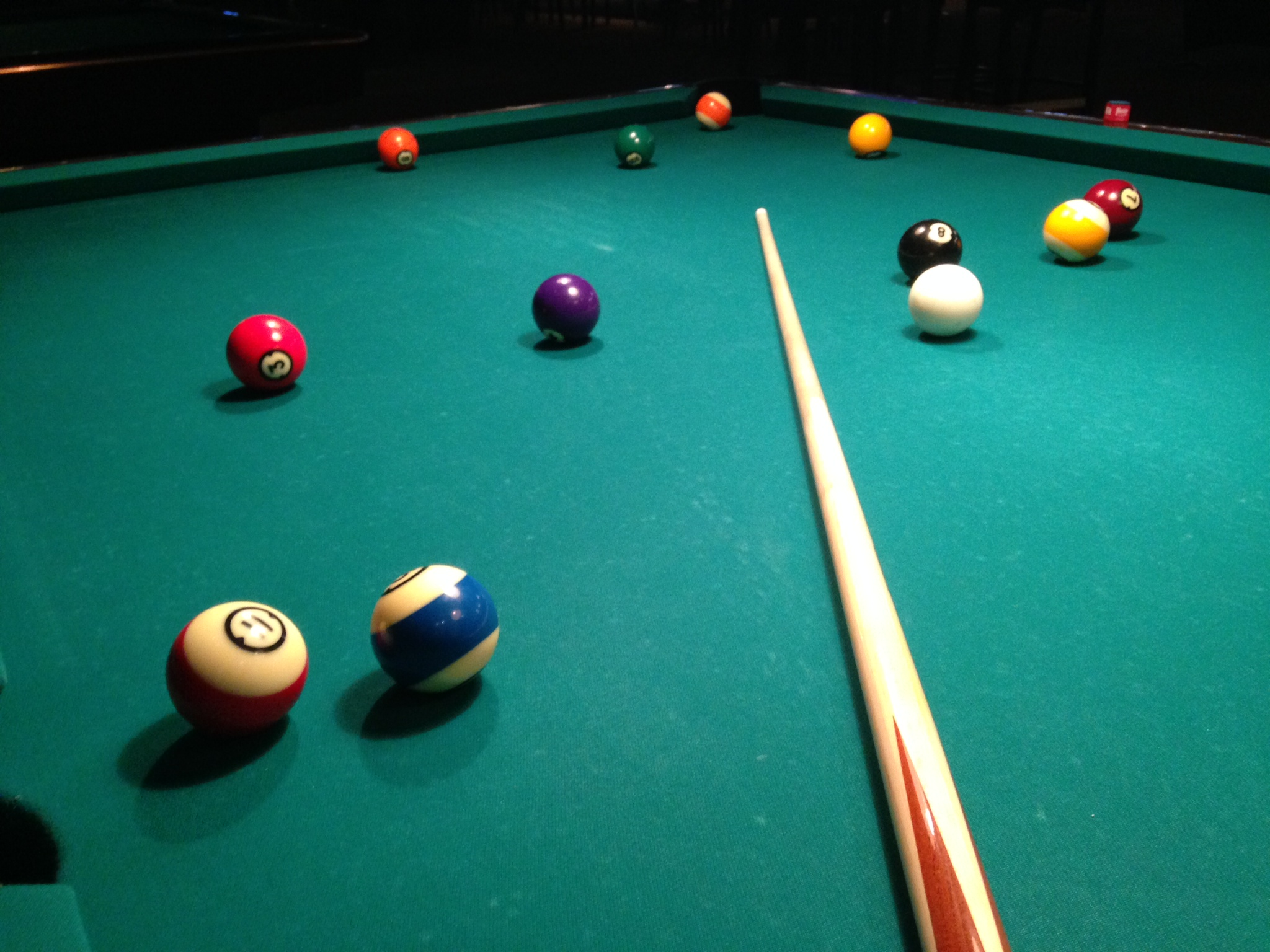
Більярд

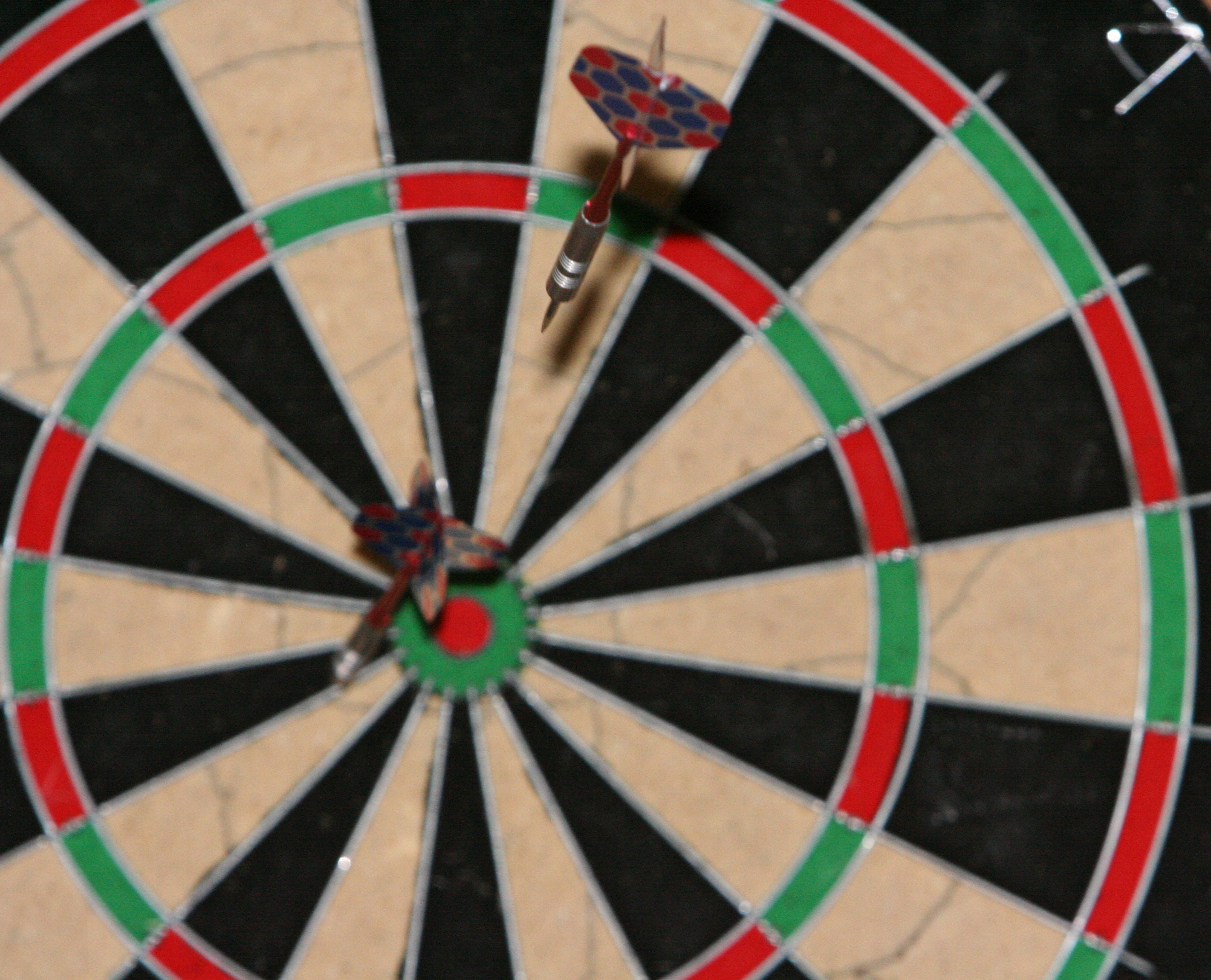
Дартс

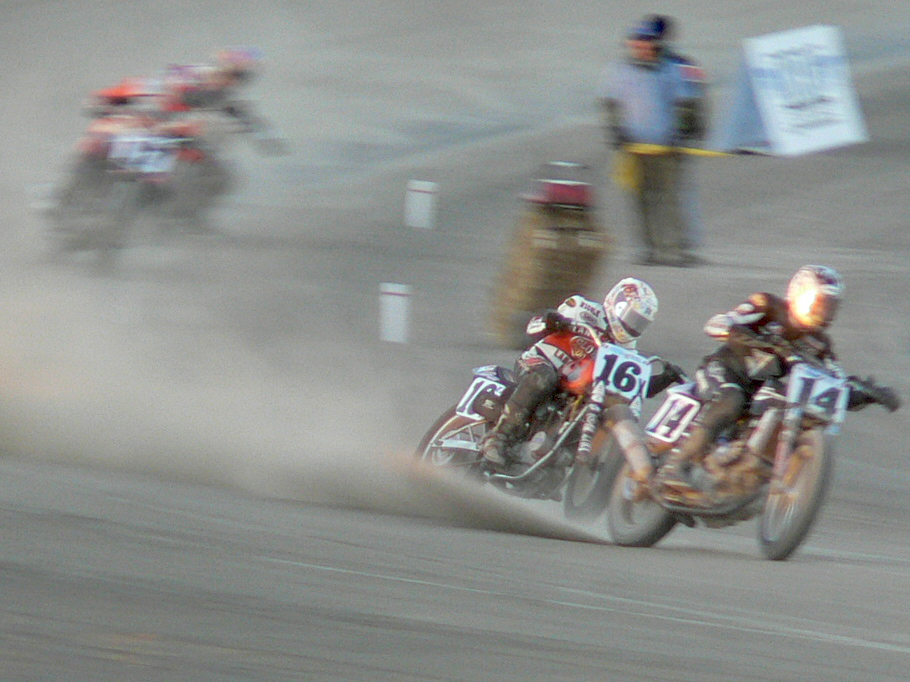
Мотоспорт

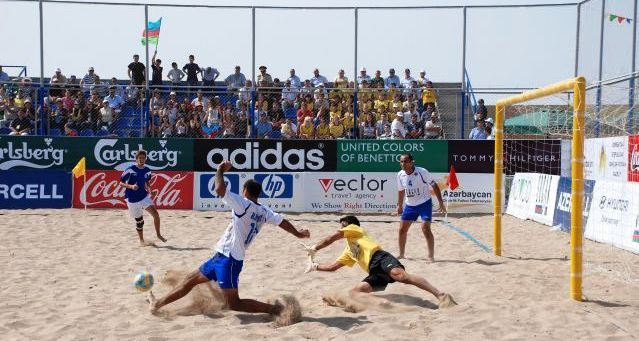
Пляжний футбол

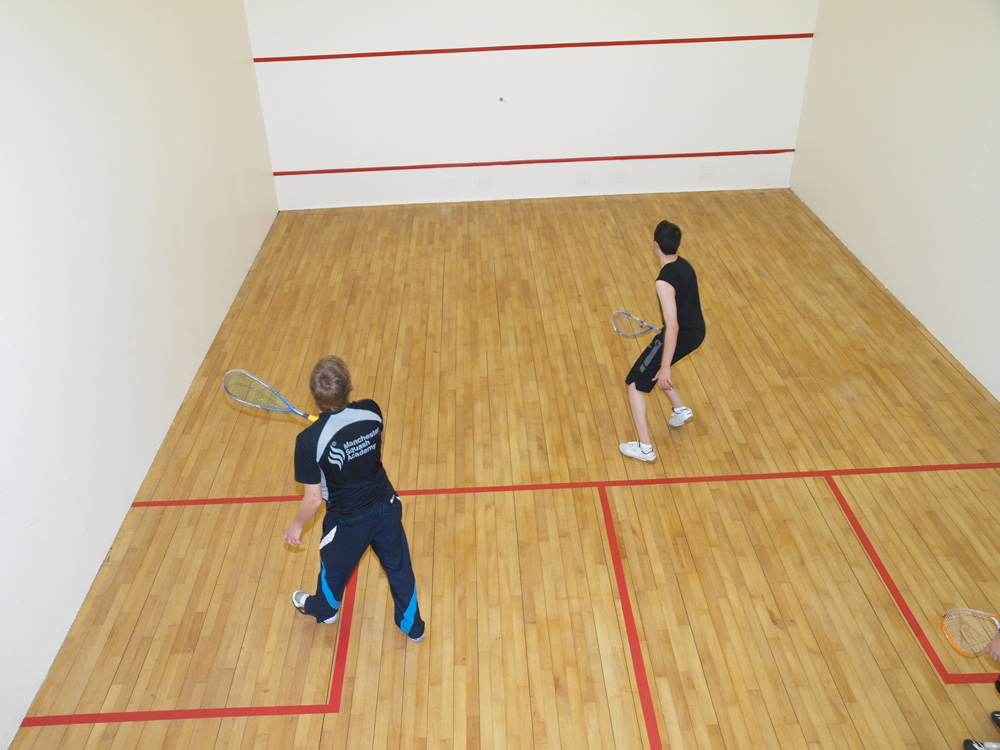
Сквош

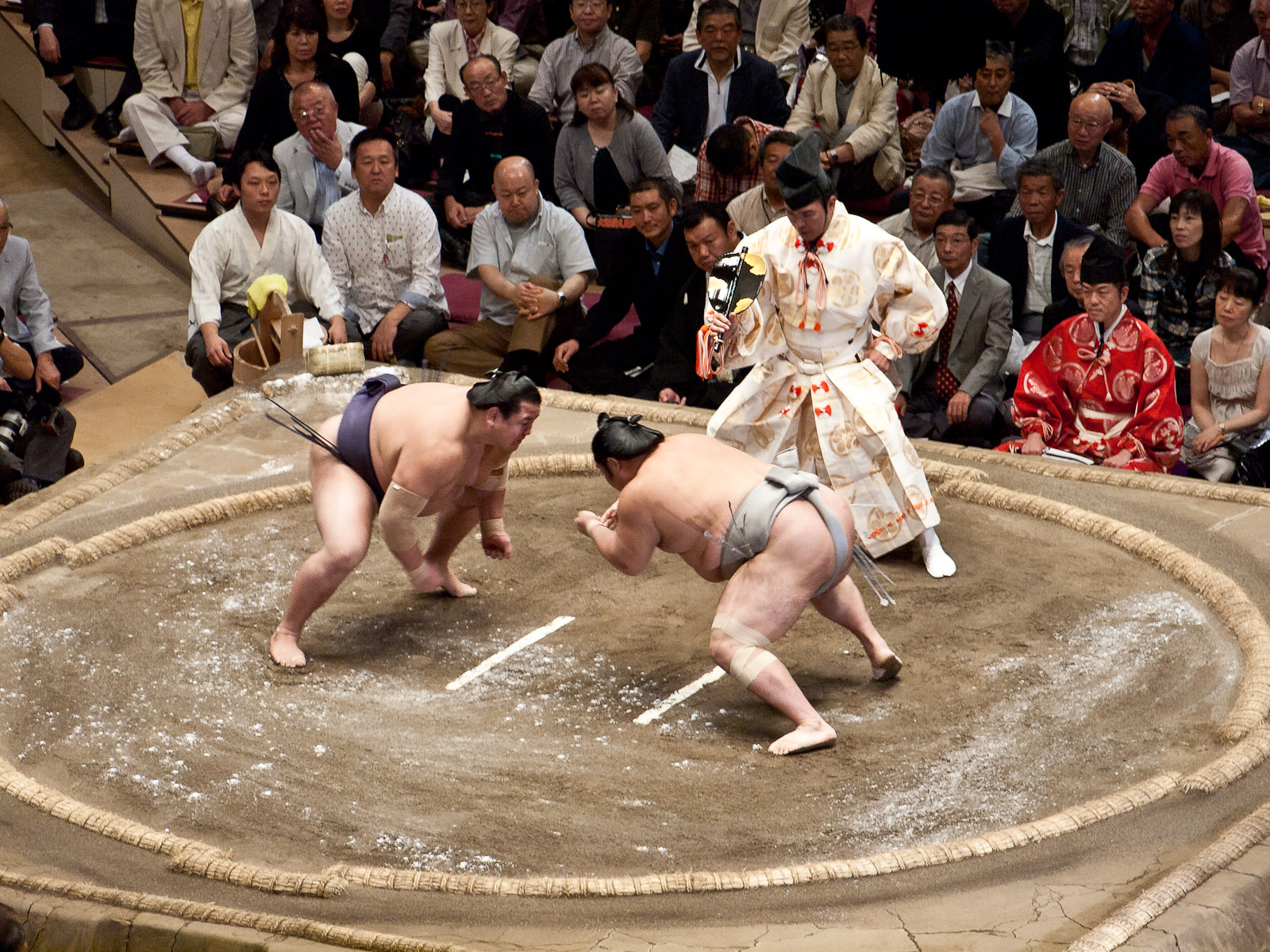
Сумо

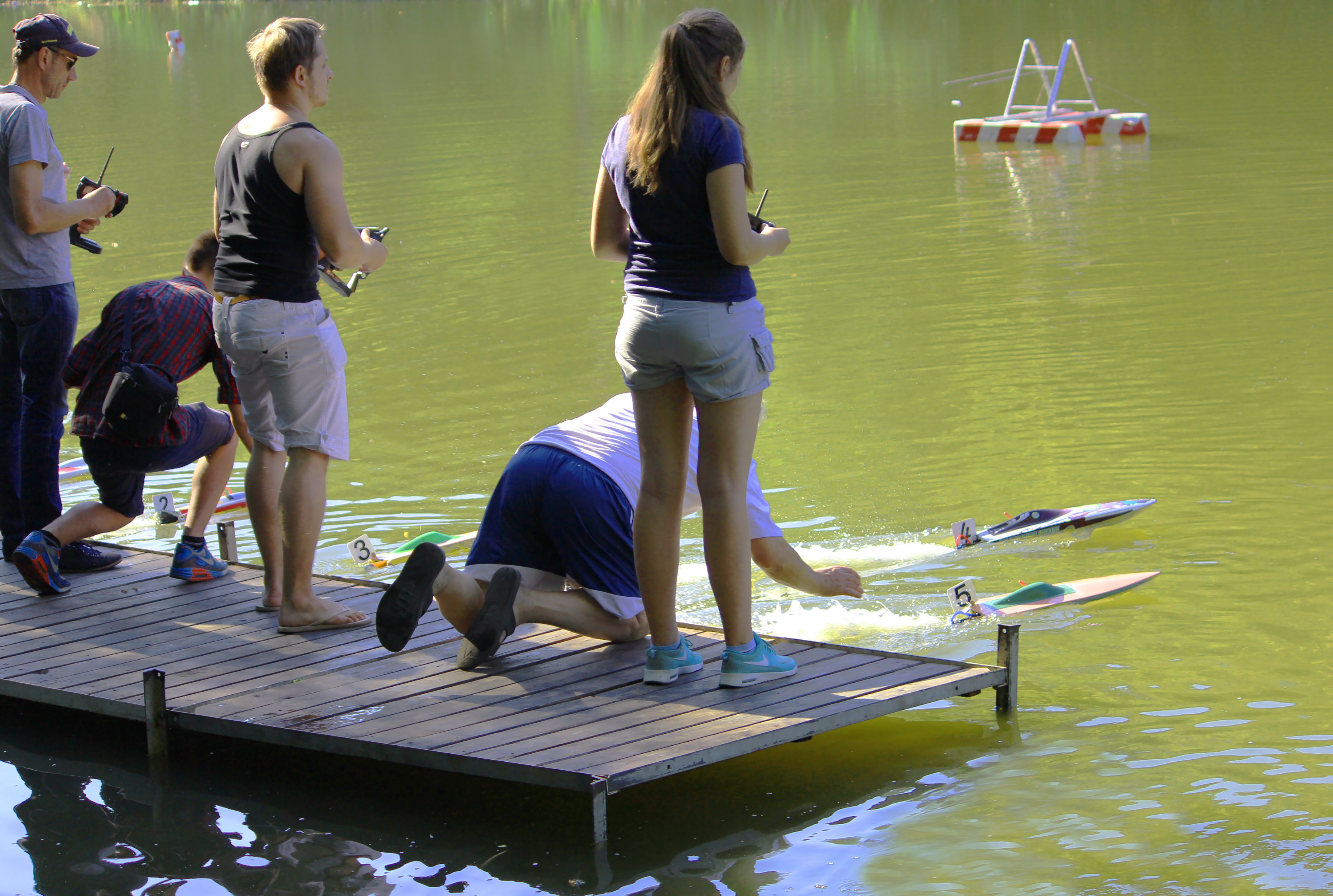
Судномодельний спорт

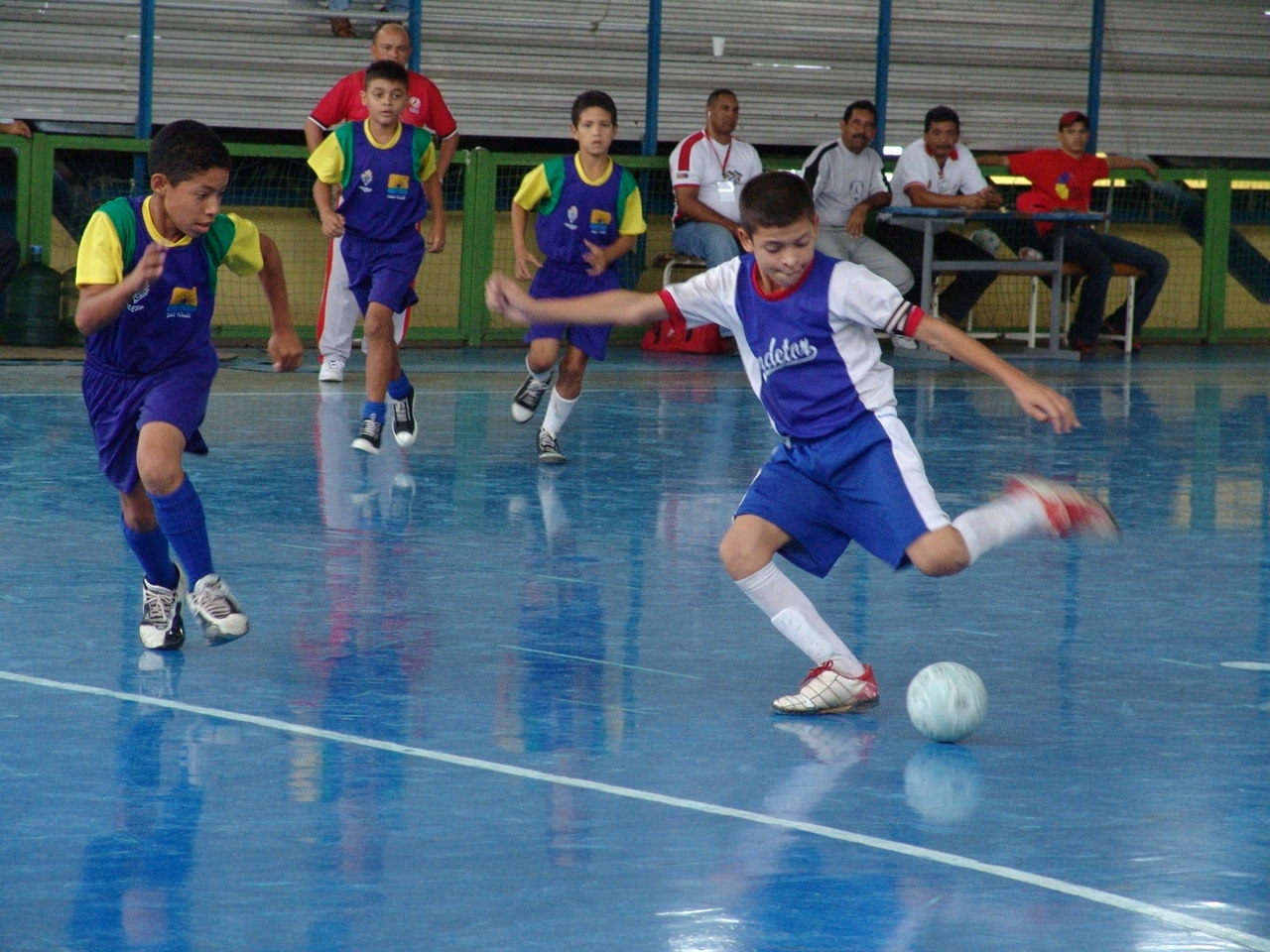
Футзал

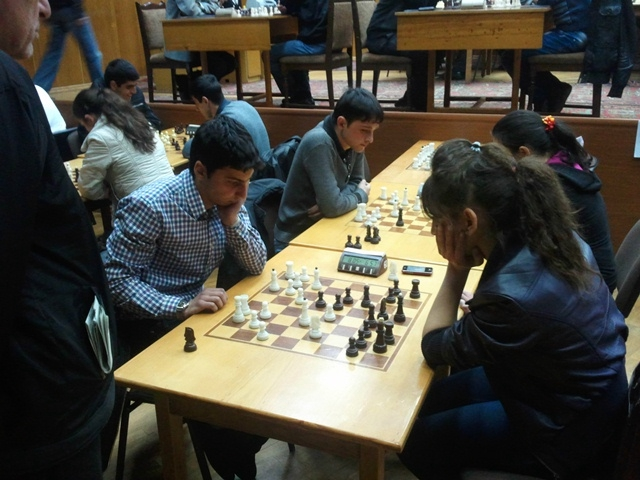
Шахи

1. Авіамодельний спорт Автоспорт
2. Автомобільний спорт
3. Автомодельний спорт
4. Аквабайк
5. Акробатичний рок-н-рол
6. Альпінізм
7. Американський футбол Американський футбол
8. Армспорт
9. Багатоборство тілоохоронців
10. Більярд Більярд
11. Богатирське багатоборство
12. Бодибілдинг
13. Бойове самбо
14. Боротьба Кураш
15. Боротьба на поясах
16. Боротьба на поясах Алиш
17. Боротьба самбо
18. Боулінг
19. Вейкбординг
20. Вертолітний спорт
21. Веслування на човнах "Дракон"
22. Військово-спортивні багатоборства
23. Воднолижний спорт
24. Водно-моторний спорт
25. Гирьовий спорт Дартс
26. Годзю-рю карате
27. Городковий спорт
28. Ґо
29. Дартс
30. Дельтапланерний спорт
31. Джиу-джитсу
32. Естетична групова гімнастика
33. Змішані єдиноборства (ММА)
34. Карате JKA WF
35. Карате JKS
36. Карате WKC
37. Карате WKF
38. Кікбоксинг WKA
39. Кікбоксинг WPKA
40. Кікбоксинг WAKO
41. Кікбоксинг ВТКА
42. Кіокушин карате
43. Кіокушинкай карате
44. Кіокушинкайкан карате
45. Кйокушінкаі карате унія
46. Козацький двобій Мотоспорт
47. Комбат Дзю-Дзюцу
48. Косіки карате
49. Кунгфу
50. Літаковий спорт
51. Міні-гольф
52. Морські багатоборства
53. Мотобол
54. Мотоциклетний спорт
55. Панкратіон
56. Парапланерний спорт Пляжний футбол
57. Парашутний спорт
58. Пауерліфтинг
59. Пейнтбол
60. Перетягування канату
61. Петанк
62. Підводний спорт
63. Планерний спорт
64. Пляжний гандбол
65. Пляжний футбол
66. Повітроплавальний спорт
67. Пожежно-прикладний спорт
68. Поліатлон
69. Практична стрільба
70. Радіоспорт
71. Ракетомодельний спорт Сквош
72. Регбіліг
73. Риболовний спорт
74. Роликовий спорт
75. Рукопашний бій
76. Сквош
77. Скелелазіння
78. Спорт із собаками
79. Спортивна аеробіка
80. Спортивна акробатика
81. Спортивне орієнтування
82. Спортивний бридж Сумо
83. Спортивний покер
84. Спортивний туризм
85. Спортивні танці
86. Спортінг
87. Стронгмен
88. Судномодельний спорт Судномодельний спорт
89. Сумо
90. Таеквондо (ІТФ
91. Таїландський бокс Муей Тай
92. Танцювальний спорт
93. Традиційне карате Футзал
94. Українська боротьба на поясах
95. Український рукопаш "Спас"
96. Універсальний бій
97. Ушу
98. Фітнес
99. Флорбол Шахи
100. Французький бокс Сават
101. Фрі-файт
102. Фунакоші шотокан карате
103. Футзал
104. Хортинг
105. Черлідинг
106. Шахи
107. Шашки
108. Шотокан карате-до С.К.І.Ф.